# Peu d'atleta
El peu d'atleta o tinea pedis és una infecció per fongs de la pell que causa descamació, i picor a les zones afectades. El causen fongs del gènere Trichophyton i típicament és transmès en zones humides on la gent va descalça, com són les dutxes i les piscines. Afecta principalment els peus però es pot estendre a altres zones del cos incloent l'engonal. Es preveu amb bona higiene i es combat amb productes farmacèutics.

## Tractaments
Es fa servir òxid de zinc en pomada; la pols de talc es fa servir per absorbir la humitat excessiva. Es fan servir agents antifúngics tòpics els més comuns són el nitrat de miconazole, tolnaftat i terbinafina i altres.
Sovint triga a guarir-se 45 dies o més.